# NGC 2567
NGC 2567 (другие обозначения — OCL 708, ESO 431-SC3) — рассеянное скопление в созвездии Кормы. Открыто Уильямом Гершелем в 1793 году.
NGC 2567 удалено от Солнца на 1600 парсек и находится на расстоянии в 85 парсек от плоскости диска нашей Галактики. В скоплении известно несколько красных гигантов, а точка поворота главной последовательности находится в спектральном классе B8. Возраст скопления составляет 270 миллионов лет. Металличность скопления, по разным оценкам, близка к солнечной или составляет 59% от солнечной.
Этот объект входит в число перечисленных в оригинальной редакции «Нового общего каталога».